# Курфюрство Майнц
Курфюрство Майнц или Курмайнц (на немски: Kurfürstentum Mainz или Kurmainz; на латински: Electoratus Moguntinus) е през Средновековието територия на Свещената Римска империя от 780 до 1803 г. Управлява се от курфюрстите и архиепископите на Майнц.
Архиепископът на Майнц заедно с пфалцграфа при Рейн, маркграфа на Бранденбург, херцога на Саксония и краля на Бохемия имат от 13 век само те право да избират римско-немския крал и император.
Курфюрстът на Майнц също е председател на Курфюрстката колегия. Той свиква останалите шест курфюрсти за избор на нов крал във Франкфурт на Майн. Там той ръководи изборите на крал. Той помазва също новия крал.
Площа на курфюрството е общо 6150 км² и има 350 000 жители. В град Майнц живеят тогава 30 000 души.

- Курфюрство Майнц (виолет) в Свещената Римска империя,
 ок. 1400
- Герб на Курфюрство Майнц през 18 век
- Архиепископ на Майнц